# Gado Bravo
Gado Bravo là một đô thị thuộc bang Paraíba, Brasil. Đô thị này có diện tích 192,424 km², dân số năm 2007 là 8363 người, mật độ 43,5 người/km².